# Cansel
Cansel ist ein türkischer männlicher und (überwiegend) weiblicher Vorname persischer und arabischer Herkunft, gebildet aus den Elementen can (Leben, Seele) und sel (kräftiger Regen, Überschwemmung, Sturzbach), mit der Bedeutung „überschwängliche Person“. Cansel tritt auch als Familienname auf.

## Namensträger

### Vorname
- Cansel Elçin (* 1971), türkischer Schauspieler
- Cansel Kiziltepe (* 1975), deutsche Politikerin

### Familienname
- Feri Cansel (1944–1983), zyperntürkische Schauspielerin
- Zümrüt Cansel (* 1963), zyperntürkische Schauspielerin